# ۲۴ (فیلم ۲۰۰۱)
«۲۴» (انگلیسی: 24 (2001 film)) یک فیلم است که در سال ۲۰۰۱ منتشر شد.